# Sant Sebastià de la Selva de Mar

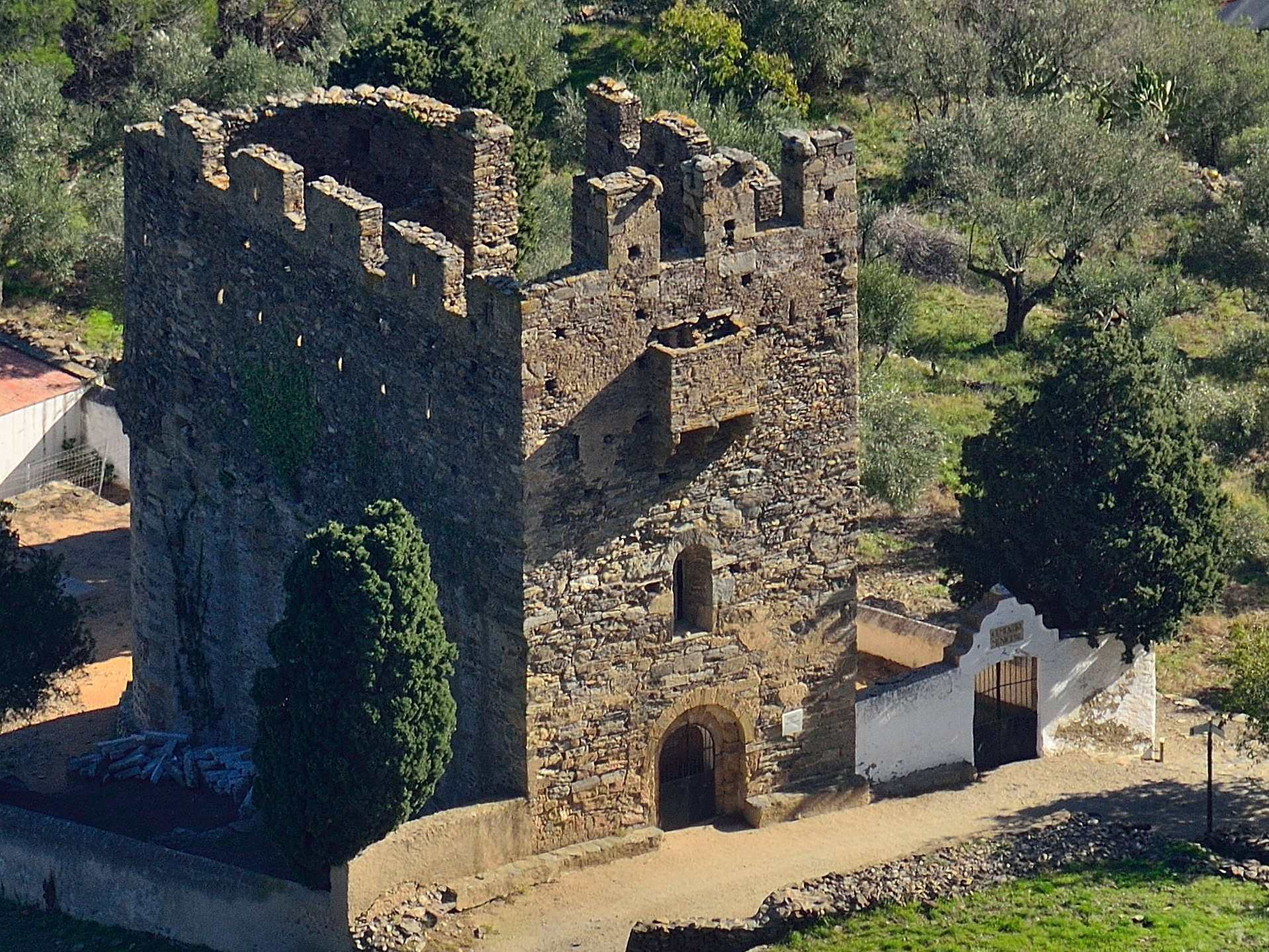
Ansicht von Südwesten

Sant Sebastià de la Selva de Mar ist eine Kirche in La Selva de Mar in der spanischen Alt Empordà in Katalonien. Die Kirche, eine Mischung aus Kirche und Burg, steht oberhalb des Dorfes an der alten Straße, die zum Kloster Sant Pere de Rodes führt. Das Gebäude ist im Denkmalregister Kataloniens als „Bé Cultural d'Interès Local“ unter der Referenz IPA-20346 aufgeführt. Jeweils am 20. Januar, dem Tag des Heiligen Sebastian, wird in der Kirche ein Gottesdienst abgehalten, und ab und zu wird eine Messe gelesen. Die Kirche ist abgeschlossen und kann für Besucher nicht betreten werden.

## Bau

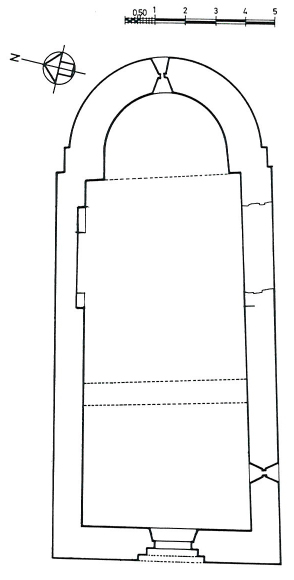
Grundriss

Sant Sebastià de la Selva de Mar ist eine einschiffige geostete Kirche mit einer halbkreisförmigen Apsis im Osten. Das Schiff ist mit einem spitzen Tonnengewölbe gedeckt, seine Wände bestehen aus Schiefer- und Sandsteinblöcken. Das Mauerwerk ist vor allem im Rundbau der Apsis zum Teil in Opus spicatum aus Schieferplatten gebaut. Mit Schieferplatten ist auch das Dach gedeckt.
Die Hauptfassade ist nach Westen ausgerichtet, die Eingangstür wird von Archivolten aus Sandsteinblöcken umfasst. Der Doppelerker oberhalb des Fensters könnte der Verteidigung gedient haben. An der Hauptfassade, an der Südwand des Kirchenschiffs und an der Apsismauer ist je ein romanisches Fenster eingelassen. Eine weitere Tür an der Südseite wurde vermauert, als dort Grabnischen angebracht wurden. Die Nischen wurden mittlerweile entfernt, ihre Lage ist aber noch gut erkennbar, ebenso der Ort der ehemaligen Türe.
Über den Außenmauern des Kirchenschiffs und der Apsis wurden Ende des 14. Jahrhunderts starke Befestigungsmauern mit Zinnen und schmalen Schartenfenstern errichtet, die Höhe der romanischen Mauern wurde dadurch verdoppelt. Die Aufmauerung unterscheidet sich durch ihre Bauweise mit Schieferplatten deutlich vom älteren Mauerwerk. Im Norden ist diese Mauer noch intakt und weist noch alle Zinnen und Schießscharten auf. An der Südwand ist die Befestigung oberhalb der ehemaligen Seitentür zerstört. Die Wand oberhalb der Apsis weist zwei Reihen Schießscharten auf. Gut erkennbar ist der ehemalige Kranz des Abschlusses des ursprünglichen Baus. Der obere Teil der Befestigungsmauern ist beschädigt, Reste von Zinnen sind nicht mehr erkennbar.

## Geschichte
Das erste erhaltene schriftliche Dokument ist eine Schenkungsurkunde des Grafen Gausfred I. de Rosselló aus dem Jahr 974 an das Kloster Sant Pere de Rodes. In der Urkunde wird neben anderen Kirchen, darunter die Kirche im Castell de Verdera, auch Sant Sebastià de la Selva de Mar erwähnt: „Ecclesiam Sancti Stephani quae est in valle Subiradellos“. Im selben Jahr bestätigte Papst Benedikt VI. dem ersten Abt des Klosters Abt Hildesind in einem Brief die Besitztümer des Klosters. Im 12.–13. Jahrhundert wurde das Gebäude im romanischen Stil umgebaut.
Zumindest bis zum Ende des 14. Jahrhunderts wurde die Kirche in offiziellen Dokumenten als „Ecclesia parrochiale Sancti Stephani“ (Pfarrkirche St. Stephan) bezeichnet. Die Änderung des Patroziniums zu Sant Sebastià geschah wohl erst, als die Dorfkirche in La Selva de Mar „Sant Esteve“ eingeweiht wurde, vermutlich zwischen dem 16. und dem 17. Jahrhundert.

## Bilder

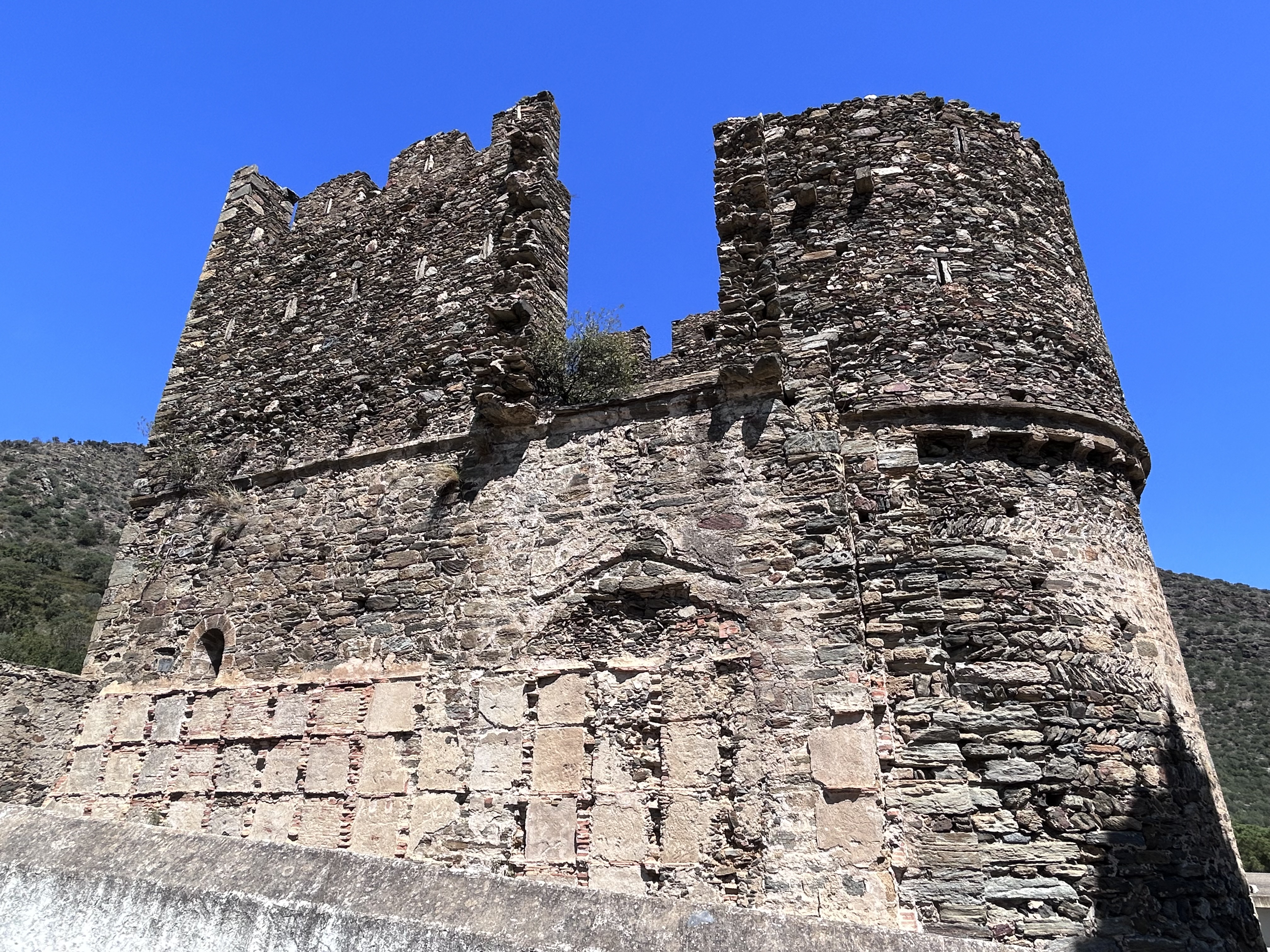
Talseite. Erkennbar die ehemalige Lage der Grabnischen
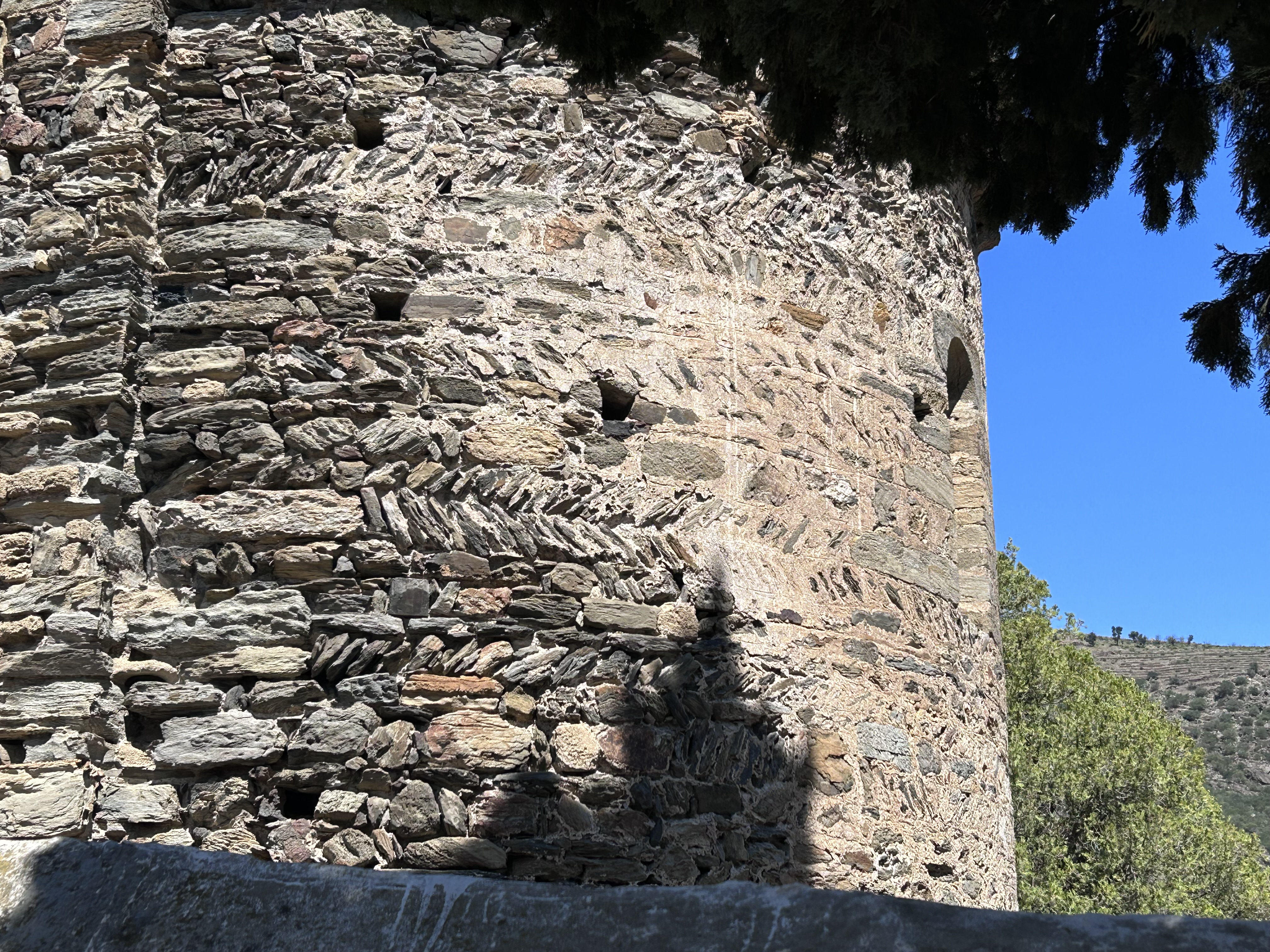
Mauerwerk der Apsis mit Opus spicatum
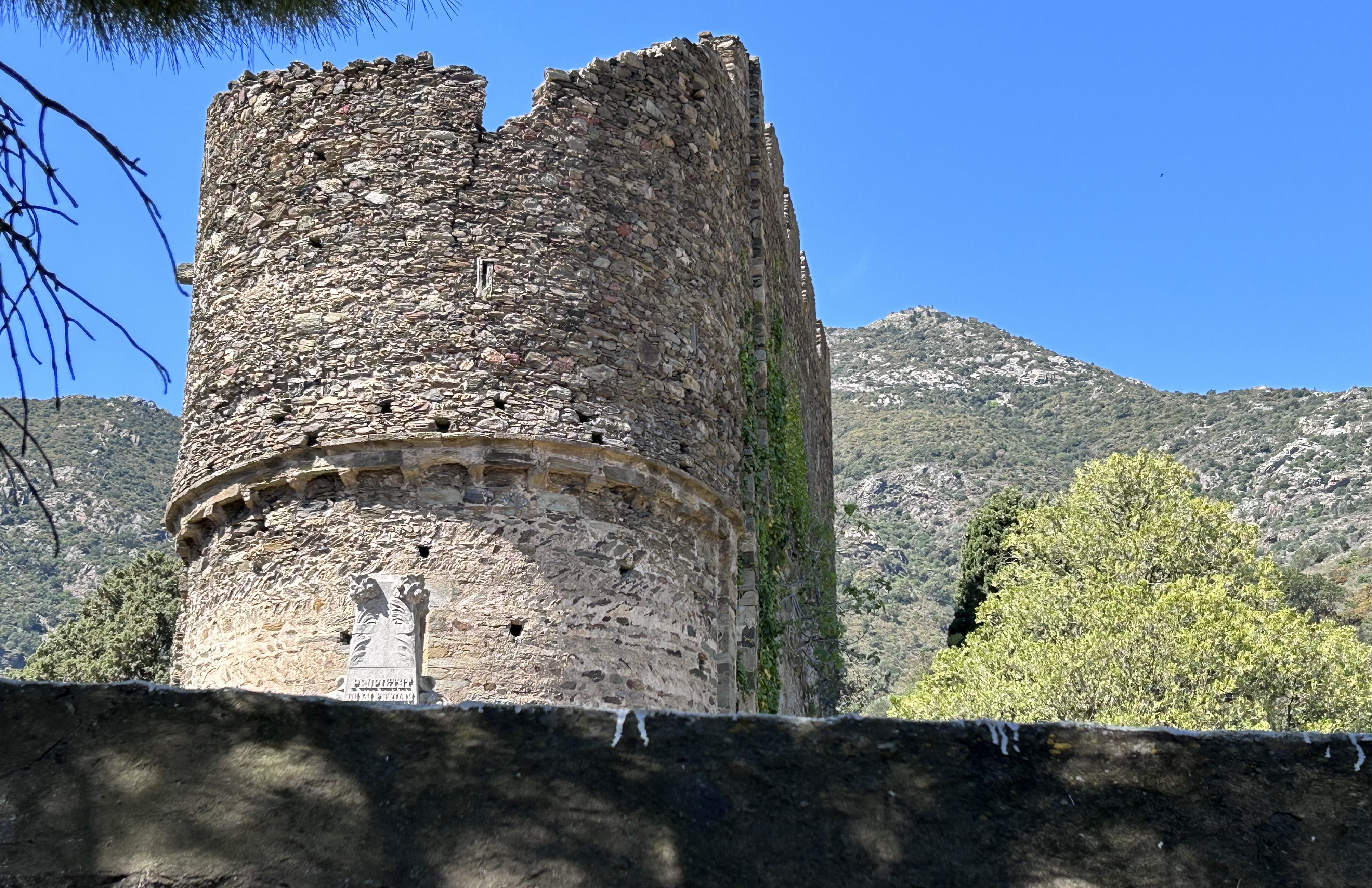
Turm
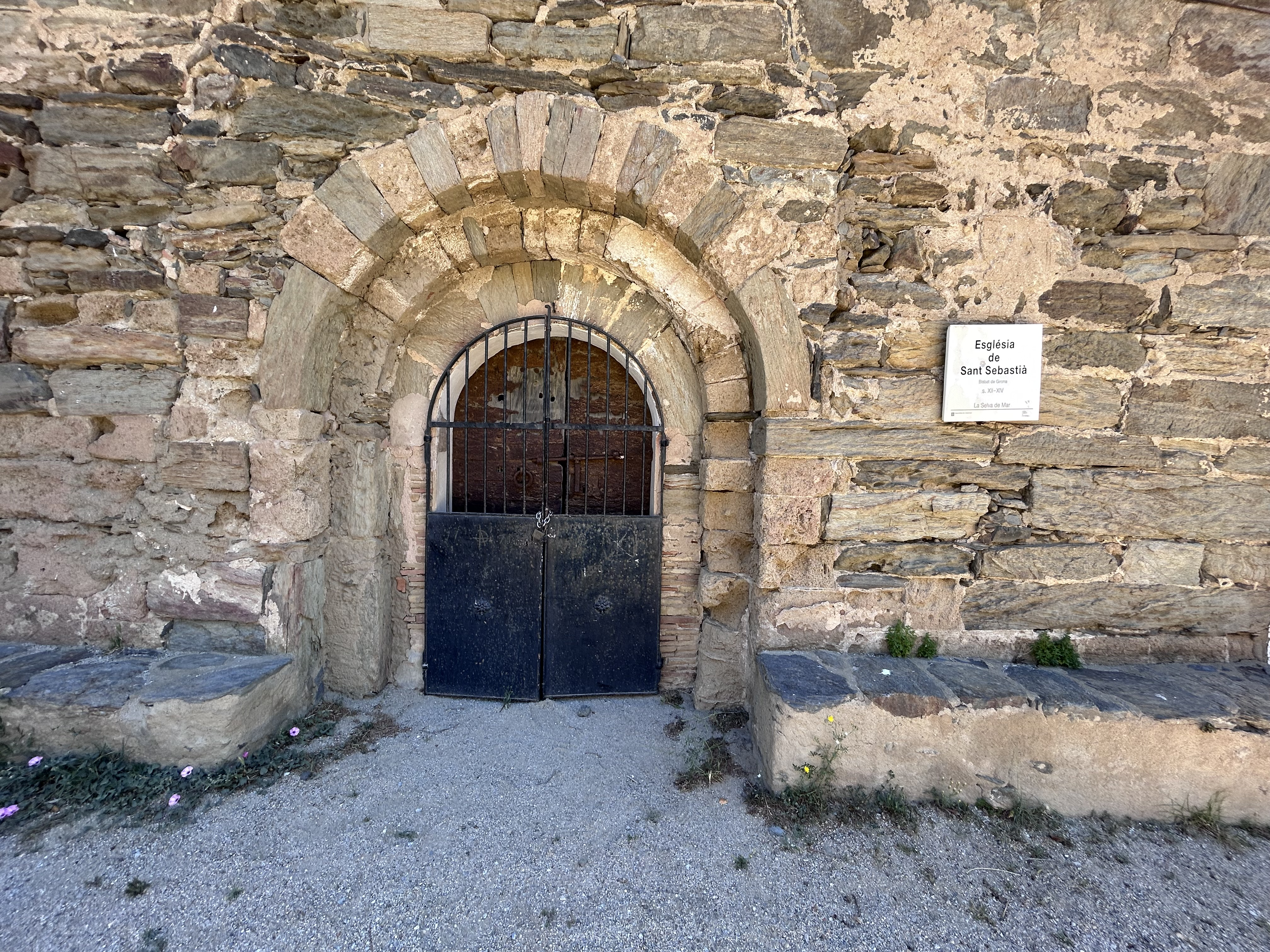
Eingang
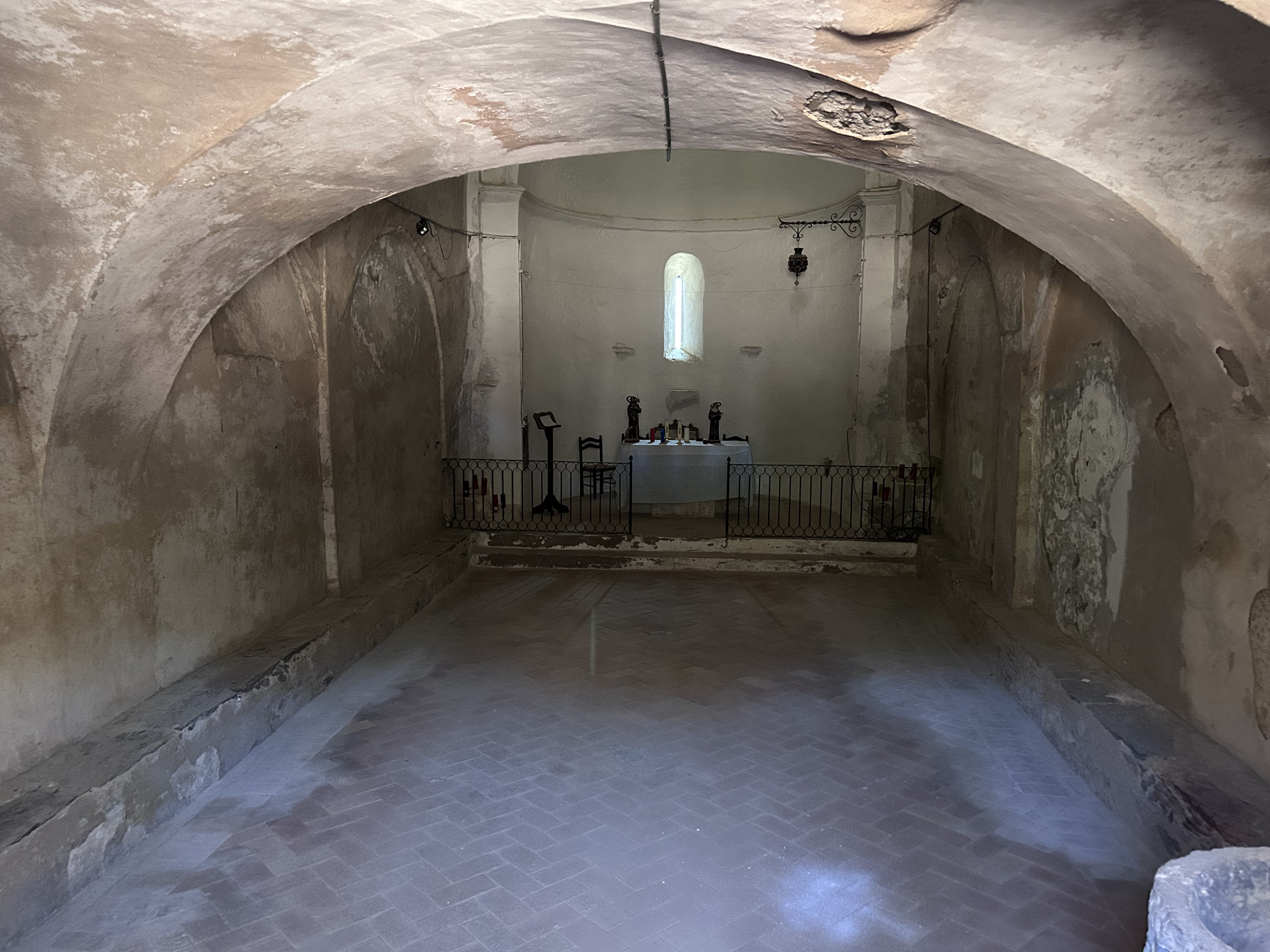
Blick ins Innere